# Place Sans–Nom
Koordinaten: 48° 50′ N, 2° 24′ O
Der Place Sans–Nom liegt im 12. Arrondissement von Paris.

## Lage
Der Platz entsteht durch die Kreuzung mehrerer Straßen: Boulevard de Picpus, Boulevard de Reuilly, Rue Louis-Braille und Rue de Picpus. Damit die Postanschrift nicht geändert werden muss, wird der Platz als gegenüber der Hausnummern 10 und 12 Boulevard Picpus liegend definiert.

## Namensursprung
Der Name taucht zum ersten Mal in einer Eingabe einer Bürgervereinigung zur Neugestaltung des Platzes auf. Die Debatte wurde vom Rat des Viertels aufgegriffen und war Gegenstand einer öffentlichen Debatte, ehe der Antrag weitergeleitet wurde. Im Pariser Stadtrat wurde dann am 9. Dezember 2019 darüber abgestimmt.

## Geschichte
Der Place Sans–Nom liegt an der Stelle, an der früher ein Zollhaus (Barrière de Picpus) in der Mauer der Generalpächter stand.

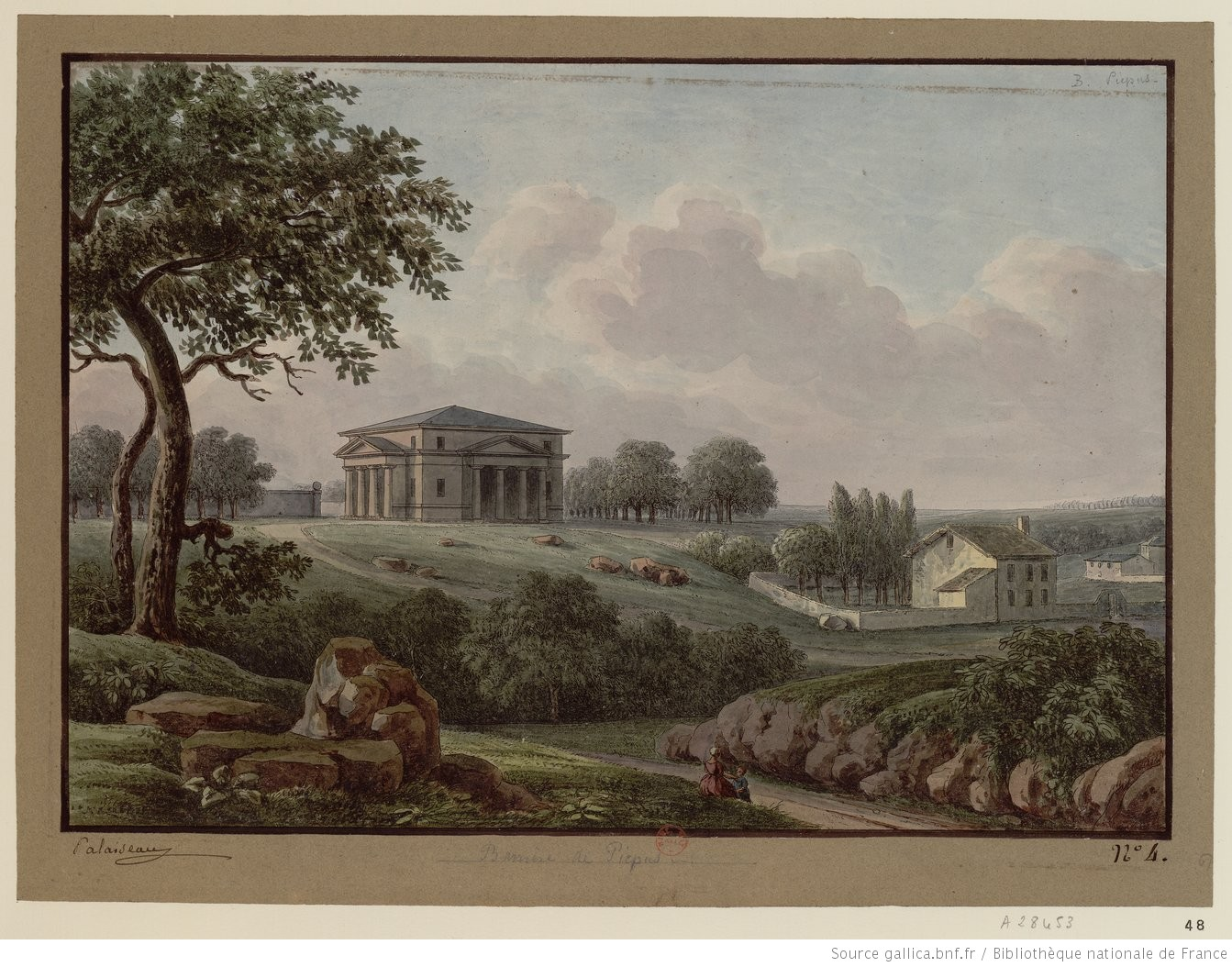
Barrière de Picpus (an der Stelle des heutigen Place Sans-Nom) im Jahr 1819